# Bramsegel

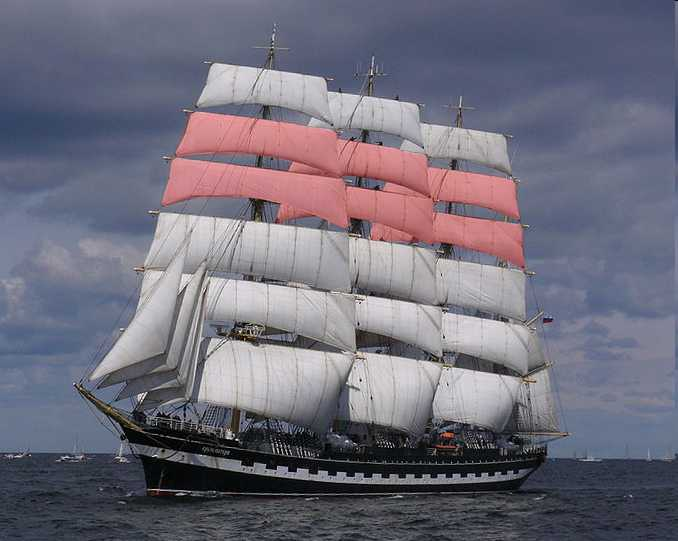
Bramseglen på en fyrmastad bark.

Bramsegel, antingen enkla bramsegel eller undre bramsegel och övre bramsegel, är råsegel som förs ovanför märsseglen på råriggade segelfartyg och på fockmasten på bramsegelskonare. Bramseglet (eller övre bramseglet) är det översta seglet på råriggade fartyg som inte för röjlar. Bramseglen förs på bramstången som med en salning, bramsalningen, är fäst vid märsstången eller undermasten.
Bramstången är i fråga om master av trä den tredje delen nerifrån räknat, efter undermast och märsstång och därmed är bramseglet det tredje eller, om märsseglet är delat, det fjärde seglet nerifrån räknat. Stålmaster kan göras i färre delar och i så fall fästs bramstången ofta direkt på undermasten. Eventuella segel ovan bramseglen kan också föras på bramstången.
Bramseglen infördes efter 1500-talets mitt på stora fartyg, under senare hälften av 1700-talet också på den aktersta masten, kryssmasten, varvid fullriggaren blev till. På stora segelfartyg började man på 1870-talet på större fartyg dela bramseglen i övre och undre bramsegel (liksom tjugo år tidigare märsseglen): de mindre seglen var lättare att hantera. Vid sekelskiftet var delade bramsegel det vanliga ifråga om de största fartygen, medan det inte var helt ovanligt att lämna bort röjlarna.

## Etymologi
Ordet bramsegel kan komma av bram 'prakt' eller 'ståt' eller också av brand 'stock' eller 'stolpe'.